# Zvonimir Boban
Zvonimir Boban (zʋônimiːr bǒban; Imoschi, 8 ottobre 1968) è un dirigente sportivo ed ex calciatore croato, di ruolo centrocampista. Attualmente è presidente del Dinamo Zagabria.

## Biografia
Nato a Imoschi, anche suo fratello maggiore Dražen ha vestito le casacche di Hajduk Spalato e Dinamo Zagabria.
Nel 1994 ha sposato la stilista Leonarda Lončar, con cui ha avuto cinque figli: Ruža, nata dalla loro relazione, e Marija, Gabrijel, Marta, Rafael, presi in adozione. Nel 2021 la coppia si è separata.

## Carriera

### Giocatore

#### Club

##### Gli inizi, Dinamo Zagabria
Soprannominato Zvone o Zorro, Boban cresce calcisticamente nella Dinamo Zagabria, per la quale debutta a soli sedici anni e che lo lancia in patria e in Europa; dopo appena tre anni ne diventa capitano e leader assoluto, arrivando a collezionare 109 partite e 45 gol in sei anni, segnalandosi come uno dei giovani più promettenti d'Europa.
Nel maggio 1990 si verificano i disordini più gravi della storia del calcio jugoslavo: l'incontro Dinamo Zagabria-Stella Rossa non può infatti neppure aver inizio perché la baraonda scoppiata sugli spalti del Maksimir assume in pochi minuti dimensioni drammatiche. Quando i giocatori della Dinamo intervengono per cercare di calmare le acque, avviene il fatto più eclatante: Boban colpisce infatti un agente con un calcio volante per proteggere un giovane tifoso croato dalle manganellate della Polizia Federale Jugoslava. La rivolta si spegne solo a tarda notte, con un bilancio di 138 feriti, 147 arresti e danni ingenti sia dentro lo stadio che nelle strade adiacenti, e inasprisce ancora di più i rapporti tra le due nazioni. Boban, dopo aver rischiato l'arresto, viene sospeso per sei mesi dai campi da gioco, fatto che gli impedisce di partecipare ai mondiali in Italia.

##### Milan e Bari

Boban in rossonero nel 1993, alle prese con il laziale Gascoigne.

Approda nel campionato italiano grazie al Milan, che nel 1991 lo acquista per dieci miliardi di lire e lo manda in prestito al Bari per farlo ambientare alla nuova realtà: con la squadra pugliese esordisce il 17 novembre 1991 nella partita Bari-Lazio (terminata 1-2), ma nello stesso anno si ammala di epatite A dopo aver mangiato del pesce crudo.
Ritorna al Milan nella stagione 1992-1993 e in rossonero vincerà la Champions League 1993-1994, la Supercoppa UEFA 1994, tre Supercoppe italiane e ben quattro scudetti, l'ultimo dei quali nel 1999; è proprio in quest'ultimo campionato che il suo contributo risulta più che mai determinante: è infatti il trequartista che fa la differenza in mezzo al campo, con le sue finte e la sua visione di gioco. Chiude l'esperienza rossonera dopo nove stagioni con un bilancio totale di 251 presenze e 30 gol.

##### Celta Vigo e ritiro
Il 3 agosto 2001 lascia il Milan e si trasferisce al Celta Vigo con la formula del prestito con diritto di riscatto, ritirandosi nell'ottobre successivo dopo due mesi e mezzo.

#### Nazionali

Boban in maglia croata nel 1994, alle prese con l'azzurro Baggio.

Boban ha giocato con la nazionale jugoslava contribuendo a vincere il campionato Under-20 in Cile (competizione in cui ha segnato tre reti, di cui una in finale) e in seguito, dopo la dissoluzione della Jugoslavia, con quella croata, con la quale ha partecipato in qualità di capitano all'Europeo 1996 e al Mondiale 1998 classificandosi al terzo posto, risultato strepitoso per una nazionale al suo debutto mondiale.

### Dirigente
Il 30 maggio 2016 viene nominato vicesegretario generale della FIFA per lo sviluppo del calcio e l'organizzazione delle competizioni. Boban è stato fin da subito tra i sostenitori dell’introduzione della tecnologia in campo e ha avuto un ruolo fondamentale nello sviluppo del Video Assistant Referee. Infatti, durante il Mondiale 2018 giocato in Russia, il primo in assoluto con il VAR, ha vissuto a Mosca affiancando Collina - presidente della Commissione Arbitri FIFA - e Busacca - capo dipartimento arbitri Fifa - avvicinando così il mondo degli arbitri a quello delle istituzioni. Il 14 giugno 2019, dopo tre anni di mandato, rassegna le dimissioni dalla carica.
Il 14 giugno 2019 Zvonimir Boban viene assunto come Chief Football Officer del Milan, ruolo che mantiene per soli 9 mesi: nel marzo 2020 la società lo licenzia per giusta causa con effetto immediato a causa di divergenze tra il CFO stesso e l'amministratore delegato Ivan Gazidis. Nel gennaio 2021 il Tribunale di Milano accerta che Boban non ha commesso alcuna violazione di obblighi contrattuali né divulgato notizie riservate, come sostenuto dal Milan, e condanna la società a risarcirgli il danno determinato in 5,37 milioni di euro, in seguito ridotti con sentenza della Corte d'Appello.
Nell'aprile 2021 viene nominato Head of Football dalla UEFA, ruolo che ricopre fino al 25 gennaio 2024 quando decide di dimettersi per alcune divergenze con il presidente Aleksander Čeferin.
A partire dal giugno 2025 diviene il nuovo presidente del Dinamo Zagabria, succedendo a Velimir Zajec. 

## Fuori dal campo
Terminata la carriera agonistica ha concluso gli studi universitari all'Università di Zagabria, laureandosi in Storia. È diventato poi commentatore tecnico per il network italiano Sky Sport e per quello croato RTL Televizija, nonché collaboratore per il quotidiano sportivo La Gazzetta dello Sport.

## Statistiche

### Presenze e reti nei club
| Stagione               | Squadra                | Campionato             | Campionato | Campionato | Coppe nazionali | Coppe nazionali | Coppe nazionali | Coppe continentali | Coppe continentali | Coppe continentali | Altre coppe | Altre coppe | Altre coppe | Totale | Totale | Totale |
| Stagione               | Squadra                | Comp                   | Pres       | Reti       | Comp            | Pres            | Reti            | Comp               | Pres               | Reti               | Comp        | Pres        | Reti        | Pres   | Reti   |        |
| ---------------------- | ---------------------- | ---------------------- | ---------- | ---------- | --------------- | --------------- | --------------- | ------------------ | ------------------ | ------------------ | ----------- | ----------- | ----------- | ------ | ------ | ------ |
| 1985-1986              | Dinamo Zagabria        | PL                     | 2          | 0          | -               | -               | -               | -                  | -                  | -                  | -           | -           | -           | 2      | 0      |        |
| 1986-1987              | Dinamo Zagabria        | PL                     | 28         | 8          | -               | -               | -               | -                  | -                  | -                  | -           | -           | -           | 28     | 8      |        |
| 1987-1988              | Dinamo Zagabria        | PL                     | 30         | 13         | -               | -               | -               | -                  | -                  | -                  | -           | -           | -           | 30     | 13     |        |
| 1988-1989              | Dinamo Zagabria        | PL                     | 0          | 0          | -               | -               | -               | -                  | -                  | -                  | -           | -           | -           | 0      | 0      |        |
| 1989-1990              | Dinamo Zagabria        | PL                     | 23         | 9          | -               | -               | -               | -                  | -                  | -                  | -           | -           | -           | 23     | 9      |        |
| 1990-1991              | Dinamo Zagabria        | PL                     | 26         | 15         | -               | -               | -               | -                  | -                  | -                  | -           | -           | -           | 26     | 15     |        |
| Totale Dinamo Zagabria | Totale Dinamo Zagabria | Totale Dinamo Zagabria | 109        | 45         |                 | -               | -               |                    | -                  | -                  |             | -           | -           | 109    | 45     |        |
| 1991-1992              | Bari                   | A                      | 17         | 2          | CI              | 0               | 0               | -                  | -                  | -                  | -           | -           | -           | 17     | 2      |        |
| 1992-1993              | Milan                  | A                      | 13         | 0          | CI              | 3               | 0               | UCL                | 6                  | 1                  | SI          | 0           | 0           | 22     | 1      |        |
| 1993-1994              | Milan                  | A                      | 20         | 4          | CI              | 1               | 0               | UCL                | 8                  | 0                  | SI+CInt     | 1+0         | 0           | 30     | 4      |        |
| 1994-1995              | Milan                  | A                      | 21         | 1          | CI              | 2               | 0               | UCL                | 9                  | 1                  | SI+SU+CInt  | 1+1+1       | 0+1+0       | 35     | 3      |        |
| 1995-1996              | Milan                  | A                      | 13         | 3          | CI              | 2               | 0               | CU                 | 5                  | 3                  | -           | -           | -           | 20     | 6      |        |
| 1996-1997              | Milan                  | A                      | 28         | 1          | CI              | 2               | 0               | UCL                | 5                  | 1                  | SI          | 1           | 0           | 36     | 2      |        |
| 1997-1998              | Milan                  | A                      | 23         | 2          | CI              | 6               | 1               | -                  | -                  | -                  | -           | -           | -           | 29     | 3      |        |
| 1998-1999              | Milan                  | A                      | 27         | 2          | CI              | 4               | 0               | -                  | -                  | -                  | -           | -           | -           | 31     | 2      |        |
| 1999-2000              | Milan                  | A                      | 17         | 6          | CI              | 3               | 0               | UCL                | 2                  | 0                  | SI          | 0           | 0           | 22     | 6      |        |
| 2000-2001              | Milan                  | A                      | 16         | 2          | CI              | 3               | 1               | UCL                | 7                  | 0                  | -           | -           | -           | 26     | 3      |        |
| Totale Milan           | Totale Milan           | Totale Milan           | 178        | 21         |                 | 26              | 2               |                    | 42                 | 6                  |             | 5           | 1           | 251    | 30     |        |
| ago.-ott. 2001         | Celta Vigo             | PD                     | 4          | 0          | CR              | 2               | 0               | CU                 | 0                  | 0                  | -           | -           | -           | 6      | 0      |        |
| Totale carriera        | Totale carriera        | Totale carriera        | 308        | 68         |                 | 28              | 2               |                    | 42                 | 6                  |             | 5           | 1           | 383    | 77     |        |

### Cronologia presenze e reti in nazionale

#### Jugoslavia
| Cronologia completa delle presenze e delle reti in nazionale ― Jugoslavia | Cronologia completa delle presenze e delle reti in nazionale ― Jugoslavia | Cronologia completa delle presenze e delle reti in nazionale ― Jugoslavia | Cronologia completa delle presenze e delle reti in nazionale ― Jugoslavia | Cronologia completa delle presenze e delle reti in nazionale ― Jugoslavia | Cronologia completa delle presenze e delle reti in nazionale ― Jugoslavia | Cronologia completa delle presenze e delle reti in nazionale ― Jugoslavia | Cronologia completa delle presenze e delle reti in nazionale ― Jugoslavia |
| Data                                                                      | Città                                                                     | In casa                                                                   | Risultato                                                                 | Ospiti                                                                    | Competizione                                                              | Reti                                                                      | Note                                                                      |
| ------------------------------------------------------------------------- | ------------------------------------------------------------------------- | ------------------------------------------------------------------------- | ------------------------------------------------------------------------- | ------------------------------------------------------------------------- | ------------------------------------------------------------------------- | ------------------------------------------------------------------------- | ------------------------------------------------------------------------- |
| 27-4-1988                                                                 | Dublino                                                                   | Irlanda                                                                   | 2 – 0                                                                     | Jugoslavia                                                                | Amichevole                                                                | -                                                                         | 88’                                                                       |
| 4-6-1988                                                                  | Brema                                                                     | Germania Ovest                                                            | 1 – 1                                                                     | Jugoslavia                                                                | Amichevole                                                                | -                                                                         | 83’                                                                       |
| 14-11-1989                                                                | João Pessoa                                                               | Brasile                                                                   | 0 – 0                                                                     | Jugoslavia                                                                | Amichevole                                                                | -                                                                         | 86’                                                                       |
| 31-10-1990                                                                | Belgrado                                                                  | Jugoslavia                                                                | 4 – 1                                                                     | Austria                                                                   | Qual. Euro 1992                                                           | -                                                                         | 66’                                                                       |
| 14-11-1990                                                                | Copenaghen                                                                | Danimarca                                                                 | 0 – 2                                                                     | Jugoslavia                                                                | Qual. Euro 1992                                                           | -                                                                         | 11’                                                                       |
| 27-2-1991                                                                 | Smirne                                                                    | Turchia                                                                   | 1 – 1                                                                     | Jugoslavia                                                                | Amichevole                                                                | -                                                                         |                                                                           |
| 16-5-1991                                                                 | Belgrado                                                                  | Jugoslavia                                                                | 7 – 0                                                                     | Fær Øer                                                                   | Qual. Euro 1992                                                           | 1                                                                         |                                                                           |
| Totale                                                                    |                                                                           | Presenze                                                                  | 7                                                                         |                                                                           | Reti                                                                      | 1                                                                         |                                                                           |

#### Croazia
| Cronologia completa delle presenze e delle reti in nazionale ― Croazia | Cronologia completa delle presenze e delle reti in nazionale ― Croazia | Cronologia completa delle presenze e delle reti in nazionale ― Croazia | Cronologia completa delle presenze e delle reti in nazionale ― Croazia | Cronologia completa delle presenze e delle reti in nazionale ― Croazia | Cronologia completa delle presenze e delle reti in nazionale ― Croazia | Cronologia completa delle presenze e delle reti in nazionale ― Croazia | Cronologia completa delle presenze e delle reti in nazionale ― Croazia |
| Data                                                                   | Città                                                                  | In casa                                                                | Risultato                                                              | Ospiti                                                                 | Competizione                                                           | Reti                                                                   | Note                                                                   |
| ---------------------------------------------------------------------- | ---------------------------------------------------------------------- | ---------------------------------------------------------------------- | ---------------------------------------------------------------------- | ---------------------------------------------------------------------- | ---------------------------------------------------------------------- | ---------------------------------------------------------------------- | ---------------------------------------------------------------------- |
| 22-10-1992                                                             | Zagabria                                                               | Croazia                                                                | 3 – 0                                                                  | Messico                                                                | Amichevole                                                             | -                                                                      | cap. 46’                                                               |
| 25-6-1993                                                              | Zagabria                                                               | Croazia                                                                | 3 – 1                                                                  | Ucraina                                                                | Amichevole                                                             | -                                                                      | cap.                                                                   |
| 4-6-1994                                                               | Zagabria                                                               | Croazia                                                                | 0 – 0                                                                  | Argentina                                                              | Amichevole                                                             | -                                                                      | cap.                                                                   |
| 17-8-1994                                                              | Ramat Gan                                                              | Israele                                                                | 0 – 4                                                                  | Croazia                                                                | Amichevole                                                             | -                                                                      | cap.                                                                   |
| 4-9-1994                                                               | Tallinn                                                                | Estonia                                                                | 0 – 2                                                                  | Croazia                                                                | Qual. Euro 1996                                                        | -                                                                      | cap.                                                                   |
| 9-10-1994                                                              | Zagabria                                                               | Croazia                                                                | 1 – 0                                                                  | Lituania                                                               | Qual. Euro 1996                                                        | -                                                                      | cap.                                                                   |
| 16-11-1994                                                             | Palermo                                                                | Italia                                                                 | 1 – 2                                                                  | Croazia                                                                | Qual. Euro 1996                                                        | -                                                                      | cap. 66’                                                               |
| 25-3-1995                                                              | Zagabria                                                               | Croazia                                                                | 4 – 0                                                                  | Ucraina                                                                | Qual. Euro 1996                                                        | 1                                                                      | cap.                                                                   |
| 26-4-1995                                                              | Zagabria                                                               | Croazia                                                                | 2 – 0                                                                  | Slovenia                                                               | Qual. Euro 1996                                                        | -                                                                      | cap.                                                                   |
| 11-6-1995                                                              | Kiev                                                                   | Ucraina                                                                | 1 – 0                                                                  | Croazia                                                                | Qual. Euro 1996                                                        | -                                                                      | cap. 38’                                                               |
| 3-9-1995                                                               | Zagabria                                                               | Croazia                                                                | 7 – 1                                                                  | Estonia                                                                | Qual. Euro 1996                                                        | 1                                                                      | cap.                                                                   |
| 8-10-1995                                                              | Spalato                                                                | Croazia                                                                | 1 – 1                                                                  | Italia                                                                 | Qual. Euro 1996                                                        | -                                                                      | cap. 73’                                                               |
| 28-2-1996                                                              | Fiume                                                                  | Croazia                                                                | 2 – 1                                                                  | Polonia                                                                | Amichevole                                                             | -                                                                      | cap. 7’                                                                |
| 24-4-1996                                                              | Londra                                                                 | Inghilterra                                                            | 0 – 0                                                                  | Croazia                                                                | Amichevole                                                             | -                                                                      | cap. 46’                                                               |
| 2-6-1996                                                               | Dublino                                                                | Irlanda                                                                | 2 – 2                                                                  | Croazia                                                                | Amichevole                                                             | 1                                                                      | cap.                                                                   |
| 11-6-1996                                                              | Nottingham                                                             | Turchia                                                                | 0 – 1                                                                  | Croazia                                                                | Euro 1996 - 1º turno                                                   | -                                                                      | cap. 54’ 57’                                                           |
| 16-6-1996                                                              | Sheffield                                                              | Croazia                                                                | 3 – 0                                                                  | Danimarca                                                              | Euro 1996 - 1º turno                                                   | 1                                                                      | cap. 84’                                                               |
| 19-6-1996                                                              | Nottingham                                                             | Croazia                                                                | 0 – 3                                                                  | Portogallo                                                             | Euro 1996 - 1º turno                                                   | -                                                                      | 46’                                                                    |
| 23-6-1996                                                              | Manchester                                                             | Germania                                                               | 2 – 1                                                                  | Croazia                                                                | Euro 1996 - Quarti di finale                                           | -                                                                      | cap.                                                                   |
| 8-10-1996                                                              | Bologna                                                                | Bosnia ed Erzegovina                                                   | 1 – 4                                                                  | Croazia                                                                | Qual. Mondiali 1998                                                    | -                                                                      | cap.                                                                   |
| 10-11-1996                                                             | Zagabria                                                               | Croazia                                                                | 1 – 1                                                                  | Grecia                                                                 | Qual. Mondiali 1998                                                    | -                                                                      | cap. 82’                                                               |
| 29-3-1997                                                              | Spalato                                                                | Croazia                                                                | 1 – 1                                                                  | Danimarca                                                              | Qual. Mondiali 1998                                                    | -                                                                      | cap.                                                                   |
| 2-4-1997                                                               | Spalato                                                                | Croazia                                                                | 3 – 3                                                                  | Slovenia                                                               | Qual. Mondiali 1998                                                    | 2                                                                      | cap.                                                                   |
| 30-4-1997                                                              | Salonicco                                                              | Grecia                                                                 | 0 – 1                                                                  | Croazia                                                                | Qual. Mondiali 1998                                                    | -                                                                      | cap.                                                                   |
| 6-9-1997                                                               | Zagabria                                                               | Croazia                                                                | 3 – 2                                                                  | Bosnia ed Erzegovina                                                   | Qual. Mondiali 1998                                                    | 1                                                                      | cap.                                                                   |
| 10-9-1997                                                              | Copenaghen                                                             | Danimarca                                                              | 3 – 1                                                                  | Croazia                                                                | Qual. Mondiali 1998                                                    | -                                                                      | cap.                                                                   |
| 11-10-1997                                                             | Lubiana                                                                | Slovenia                                                               | 1 – 3                                                                  | Croazia                                                                | Qual. Mondiali 1998                                                    | -                                                                      | cap.                                                                   |
| 29-10-1997                                                             | Zagabria                                                               | Croazia                                                                | 2 – 0                                                                  | Ucraina                                                                | Qual. Mondiali 1998                                                    | -                                                                      | cap. 67’                                                               |
| 15-11-1997                                                             | Kiev                                                                   | Ucraina                                                                | 1 – 1                                                                  | Croazia                                                                | Qual. Mondiali 1998                                                    | -                                                                      | cap. 7’                                                                |
| 22-4-1998                                                              | Osijek                                                                 | Croazia                                                                | 4 – 1                                                                  | Polonia                                                                | Amichevole                                                             | 1                                                                      | cap. 63’                                                               |
| 29-5-1998                                                              | Pola                                                                   | Croazia                                                                | 1 – 2                                                                  | Slovacchia                                                             | Amichevole                                                             | -                                                                      | cap.                                                                   |
| 3-6-1998                                                               | Fiume                                                                  | Croazia                                                                | 2 – 0                                                                  | Iran                                                                   | Amichevole                                                             | -                                                                      | cap. 46’                                                               |
| 6-6-1998                                                               | Zagabria                                                               | Croazia                                                                | 7 – 0                                                                  | Australia                                                              | Amichevole                                                             | 2                                                                      | cap.                                                                   |
| 14-6-1998                                                              | Lens                                                                   | Giamaica                                                               | 1 – 3                                                                  | Croazia                                                                | Mondiali 1998 - 1º turno                                               | -                                                                      | cap.                                                                   |
| 26-6-1998                                                              | Bordeaux                                                               | Argentina                                                              | 1 – 0                                                                  | Croazia                                                                | Mondiali 1998 - 1º turno                                               | -                                                                      | cap. 47’                                                               |
| 30-6-1998                                                              | Bordeaux                                                               | Romania                                                                | 0 – 1                                                                  | Croazia                                                                | Mondiali 1998 - Ottavi di finale                                       | -                                                                      | cap. 27’                                                               |
| 4-7-1998                                                               | Lione                                                                  | Germania                                                               | 0 – 3                                                                  | Croazia                                                                | Mondiali 1998 - Quarti di finale                                       | -                                                                      | cap.                                                                   |
| 8-7-1998                                                               | Saint-Denis                                                            | Francia                                                                | 2 – 1                                                                  | Croazia                                                                | Mondiali 1998 - Semifinale                                             | -                                                                      | cap. 65’                                                               |
| 11-7-1998                                                              | Parigi                                                                 | Paesi Bassi                                                            | 1 – 2                                                                  | Croazia                                                                | Mondiali 1998 - Finale 3º posto                                        | -                                                                      | cap. 85’                                                               |
| 5-9-1998                                                               | Dublino                                                                | Irlanda                                                                | 2 – 0                                                                  | Croazia                                                                | Qual. Euro 2000                                                        | -                                                                      | cap.                                                                   |
| 10-10-1998                                                             | Ta' Qali                                                               | Malta                                                                  | 1 – 4                                                                  | Croazia                                                                | Qual. Euro 2000                                                        | -                                                                      | cap.                                                                   |
| 14-10-1998                                                             | Zagabria                                                               | Croazia                                                                | 3 – 2                                                                  | Macedonia                                                              | Qual. Euro 2000                                                        | 2                                                                      | cap.                                                                   |
| 10-2-1999                                                              | Spalato                                                                | Croazia                                                                | 0 – 1                                                                  | Danimarca                                                              | Amichevole                                                             | -                                                                      | cap.                                                                   |
| 10-3-1999                                                              | Marousi                                                                | Grecia                                                                 | 3 – 2                                                                  | Croazia                                                                | Amichevole                                                             | -                                                                      | cap. 60’                                                               |
| 5-5-1999                                                               | Siviglia                                                               | Spagna                                                                 | 3 – 1                                                                  | Croazia                                                                | Amichevole                                                             | -                                                                      | cap.                                                                   |
| 5-6-1999                                                               | Skopje                                                                 | Macedonia                                                              | 1 – 1                                                                  | Croazia                                                                | Qual. Euro 2000                                                        | -                                                                      | cap.                                                                   |
| 18-8-1999                                                              | Belgrado                                                               | Jugoslavia                                                             | 0 – 0                                                                  | Croazia                                                                | Qual. Euro 2000                                                        | -                                                                      | cap. 4’ 75’                                                            |
| 21-8-1999                                                              | Zagabria                                                               | Croazia                                                                | 2 – 1                                                                  | Malta                                                                  | Qual. Euro 2000                                                        | -                                                                      | cap. 16’                                                               |
| 13-11-1999                                                             | Saint-Denis                                                            | Francia                                                                | 3 – 0                                                                  | Croazia                                                                | Amichevole                                                             | -                                                                      | cap. 85’                                                               |
| Totale                                                                 |                                                                        | Presenze                                                               | 49                                                                     |                                                                        | Reti                                                                   | 12                                                                     |                                                                        |

## Palmarès

### Club

#### Competizioni nazionali
- Campionato italiano: 4

Milan: 1992-1993, 1993-1994, 1995-1996, 1998-1999
- Supercoppa italiana: 3

Milan: 1992, 1993, 1994

#### Competizioni internazionali
- UEFA Champions League: 1

Milan: 1993-1994
- Supercoppa UEFA: 1

Milan: 1994

### Nazionale
- Campionato mondiale Under-20: 1

Jugoslavia: Cile 1987

### Individuale
- Calciatore croato dell'anno: 2

1991, 1999
- Globe Soccer Awards: 1

Premio alla carriera speciale: 2018